# Jezus als dakloze
Jezus als dakloze (Engels: Homeless Jesus) is een artistiek kunstwerk van Timothy Schmalz dat vanaf 2013 in meer dan honderd steden over de gehele wereld is geplaatst.

## Inleiding
Schmalz maakte het beeld oorspronkelijk voor het Regis College, onderdeel van de Universiteit van Toronto. Schmalz, devoot katholiek, beeldde in brons een Jezusfiguur af, liggende/slapende op een stadsbankje. Hij haalde zijn inspiratie uit het Evangelie van Mattheüs. De persoon is daarbij anoniem gemaakt, maar de wonden in handen en voeten verwijzen naar Jezus. De kunstenaar wilde de omwonenden en langslopende personen uitdagen. Het beeld werd in eerste instantie geweigerd door kerken in Toronto en New York; Toronto plaatste haar versie toch, maar dan voor de Theologiefaculteit van de universiteit. Toen het eenmaal geplaatst was, volgden andere steden in Canada, Verenigde Staten en rest van de wereld.

## Amsterdam
Op november 2022 werd een exemplaar geplaatst op het Waterlooplein voor de zijkant van de Mozes en Aäronkerk. Het werd onthuld op "Wereldarmendag", 13 november door wethouder en locoburgemeester Rutger Groot Wassink (opvang van daklozen). Aan de zijkant van het beeld is een deel van het bankje vrijgehouden, waarbij een passant even bij de dakloze kan gaan zitten. De opdracht van plaatsing kwam van de Gemeenschap van Sant-Egidio, die kerk en dus beeld beheert. Voor hun eerste gemeenschap in Rome (Piazza Sant'Egidio) staat al een andere versie sinds 2018.